# Андриј Шевченко
Андриј Миколајович Шевченко (укр. Андрій Миколайович Шевченко, рођен 29. септембра 1976) бивши је украјински фудбалер. Играо је на позицији нападача. Један је од Фифиних стотину најбољих живих играча.
Са репрезентацијом Украјине је на Светском првенству 2006. стигао до четвртфинала, у којем их је поразила Италија. За репрезентацију је одиграо укупно 111 утакмица и постигао 48 голова.
После одличних партија у матичном Динаму из Кијева, прелази да игра за италијански Милан. Ту се прославио, освојио по једну Серију А и Лигу шампиона. У победи против Јувентуса 2003. дао је одлучујући пенал. Године 2005. је такође стигао са Миланом до финала, али су изгубили у једној од најбољих утакмица свих времена, регуларно 3:3, а после пенала је победу однео Ливерпул. Касније је играо за Челси, а каријеру је завршио у Динаму.

## Каријера

### Динамо Кијев
Шевченко је још као дечак 1986. дошао у Динамо Кијев, а за први тим је дебитовао 1994. године. У победи Динама над Барселоном од 4:0, у Лиги шампиона сезоне 1997/98, Шевченко је постигао хет-трик. У сезони 1998/99. Шевченко је постигао 28 голова у свим такмичењима, од тога 19 голова у 23 првенствена меча и 6 у Лиги шампиона (3 у двомечу против Реала. У свакој од 5 сезона у Динаму Шевченко је освајао титулу првака Украјине.

### Милан
Године 1999. Шевченко прелази у Милан за чак 25 милиона долара. Поред Мишела Платинија, Џона Чарлса, Гунара Нордала, Иштвана Нерша и Ференца Хирзера успео је да као странац у првој сезони постане најбољи стрелац Серије А са 24 гола. Одличну игру приказује и у следећој сезони када такође постиже 24 гола, такође постиже 9 голова у 14 утакмица у Лиги шампиона.
У сезони 2002/03. је постигао само 5 голова у 24 меча углавном због повреда, али упркос томе постао је први украјински фудбалер који је освојио Лигу шампиона. У финалу је против великог ривала Јувентуса постигао победоносни гол са пенала у пенал серији, после 0:0 у регуларном току и продужецима. Такође је постигао победоносни гол против Порта у Суперкупу Европе. Следеће сезоне је по други пут био најбољи стрелац лиге са 24 гола и са Миланом освојио титулу шампиона Италије. У августу 2004. постигао је 3 гола против Лација у мечу Суперкупа Италије. Исте године Шевченко је проглашен за најбољег играча Европе, поставши трећи Украјинац који је остварио такав успех после Олега Блохина и Игора Беланова. Шевченко је такође био уврштен међу 125 најбољих живих играча.
Следеће сезоне Шевченко је у мечу групне фазе Лиге шампиона против Фенербахчеа постигао сва 4 гола у победи од 4:0. Са Миланом је стигао до финала где је изгубио од Ливерпула након извођења пенала. Последњи пенал није искористио управо Шевченко, јер је његов шут одбранио Дудек. Дана 8. фебруара 2006. године је постао најбољи стрелац Милана после Гунара Нордала, постигавши гол против Тревиза.

### Челси
У мају 2006. године прелази у Челси за 30,8 милиона фунти. Дебитовао је на мечу Комјунити шилда против Ливерпула, и постигао гол у поразу од 2:1. Свој први гол у Премијер лиги је постигао 23. августа у поразу од Мидлсброа од 2:1. Први гол у следећој сезони 2007/08. је постигао у мечу Лиге шампиона против Розенборга, и тај меч се испоставио као последњи меч Жозеа Муриња. У Божићном периоду сезоне Шевченко је играо јако добро, постигао је први гол у победи против Сандерленда, и проглашен је за играча утакмице против Астон Виле након гола и асистенције. Сезону је завршио са 5 голова у 17 утакмица.
Пошто Шевченко није често био у стартној постави откако је дошао нови тренер Луис Фелипе Сколари, председник Милана Адријано Галијани понудио је да се Шевченко врати на Сан Сиро, и Шевченко је дошао на позајмицу. Шевченко је постигао само 2 гола у 26 мечева, и Милан је најавио да ће се Шевченко вратити у Челси. Убрзо након повратка у Челси Шевченко одлучује да напусти клуб.

### Повратак у Динамо Кијев
Августа 2009. Шевченко се враћа у Динамо Кијев, и већ у првој утакмици постиже гол са пенала у победи против Металурга из Доњецка од 3:1. У новембру исте године, у Лиги шампиона постиже гол против Интера. То је био његов 15. гол против Интера у каријери.

## Репрезентација
Шевченко је за репрезентацију Украјине одиграо 111 утакмица и постигао 48 голова, и рекордер је по броју постигнутих голова за Украјину. Свој први гол постигао је против Турске маја 1996. године. За репрезентацију је наступао на Светском првенству 2006., а наступао је и на Европском првенству 2012. где је Украјина заједно са Пољском била домаћин. 

## Успеси

### Клупски
Динамо Кијев
- Премијер лига Украјине: 1994/95, 1995/96, 1996/97, 1997/98, 1998/99.
- Куп Украјине: 1996, 1998, 1999.
- Суперкуп Украјине: 2011.

Милан
- Серија А: 2003/04.
- Куп Италије: 2003.
- Суперкуп Италије: 2004.
- УЕФА Лига шампиона: 2003
- УЕФА суперкуп: 2003.

Челси
- ФА куп: 2007.
- Енглески Лига куп: 2007.
- ФА Комјунити шилд: 2009.

### Индивидуални
- Украјински фудбалер године: 1997, 1999, 2000, 2001, 2004, 2005.[19]
- Најбољи стрелац Серије А: 1999/00, 2003/04.[20]
- Најбољи стрелац Премијер лиге Украјине: 1998/99.[21]
- Најбољи стрелац Лиге шампиона: 1998/99, 2005/06.[22]
- Златна лопта: 2004.
- ФИФА 100: 2004.